# El ceremonial
El ceremonial —o en algunas traducciones La ceremonia o La festividad—  (escrito en 1923) es un cuento de terror del escritor norteamericano H. P. Lovecraft, publicado por primera vez en 1925 en la revista Weird Tales. Se lo considera como una de las primeras narraciones del ciclo literario de los llamados Mitos de Cthulhu.

## Argumento

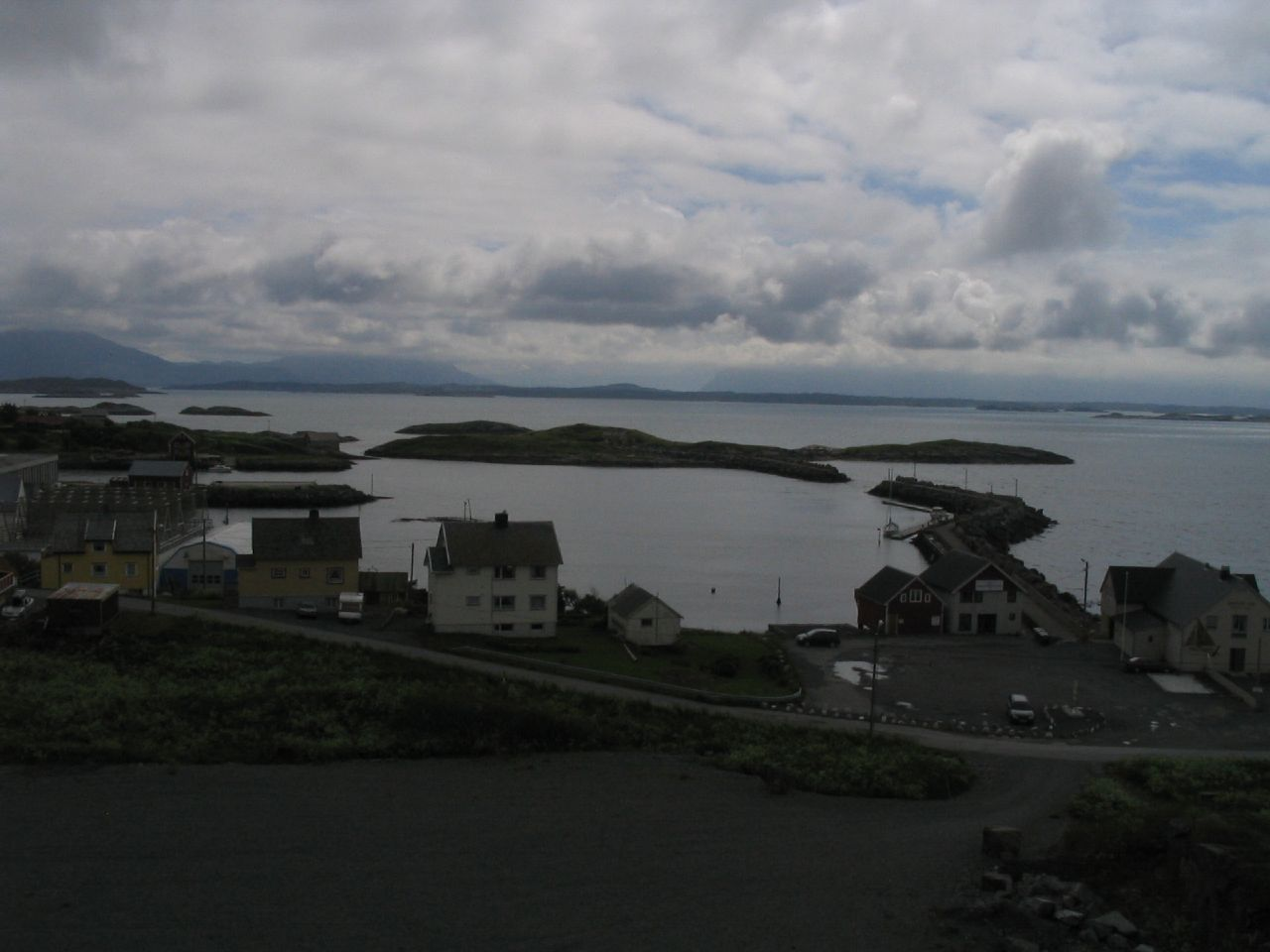
El argumento de El ceremonial transcurre en el misteroso y ficticio pueblo de Kingsport. En la imagen, el pueblo noruego de Bud, lugar parecido al que describe Lovecraft.

La narración cuenta la historia de un joven que visita el misterioso pueblo pesquero de Kingsport el Día de Invierno —Día de Navidad— donde sus parientes le han invitado a una ancestral celebración. A medida que el protagonista, de nombre desconocido, avanza en el relato, llega a una casa donde un viejo le muestra el libro mágico titulado Necronomicón y, luego, observa que los lugareños tienen una costumbre siniestra durante ese día:

Salimos a la tenebrosa y enmarañada red de callejuelas de aquella ciudad increíblemente antigua. A partir de ese momento, las luces se fueron apagando una a una tras las cortinas de las ventanas, y Sirio contempló la muchedumbre de figuras encapuchadas que surgían en silencio de todas las puertas y formaban una monstruosa procesión a lo largo de la calle, hasta más allá de las enseñas chirriantes, de los edificios de tejados inmemoriales, de los de techumbre de paja, y de las casas de ventanas adornadas con vidrieras de rombos. El ceremonial — H. P. Lovecraft

Aquella procesión entra en una iglesia en donde se oculta una gruta cavernosa. Allí, el protagonista es testigo de un macabro ritual y descubre que los encapuchados se tratan en realidad de seres enmascarados putrefactos que, gracias a una flauta mágica, invocan a unos seres alados que, según Lovecraft, no eran ni cuervos, ni topos, ni buharros, ni hormigas, ni vampiros, ni seres humanos en descomposición. En plena éxtasis ceremonial, el protagonista enloquecido por tales visiones, se arroja a un río pútrido, del cual es rescatado al día siguiente y trasladado al hospital St. Mary de Arkham. Allí, los médicos que lo tratan, a petición del propio protagonista, le proporcionan una copia del Necronomicón escrito por el mago árabe loco Abdul Alhazred para descubrir si su experiencia en la caverna fue real.

## Inspiración
H. P. Lovecraft, escritor americano de relatos de terror, se inspiró en su primer viaje a Marblehead (Massachusetts) en diciembre de 1922. La ruta que realiza el narrador, con el que se identifica el propio Lovecraft, es la misma que realizó él mismo hasta el centro de Marblehead.
Lovecraft citó algunos libros como fuente de inspiración para la historia como The Witch-Cult in Western Europe (1921) de la doctora Margaret Murray, en sus ideas sobre clanes prearios, o The Novel of the Black Seal (1895) de Arthur Machen que impresionaron considerablemente al autor de Providence (Rhode Island).

## Legado
El ceremonial se publicó en enero de 1925 en la revista pulp americana de relatos de ciencia ficción, fantasía y terror Weird Tales, publicación donde Lovecraft solía editar sus relatos.
Lin Carter, autor de Lovecraft: A Look Behind the Cthulhu Mythos, considera El ceremonial como el primer relato del ciclo dedicado a Los mitos de Cthulhu al usar Kingsport como marco de referencia y al citar el Necronomicón como libro referencial en los Mitos.